# 小林里
23°09′45″N 120°38′40″E / 23.162497°N 120.644388°E
小林里（臺灣客家語南四縣腔：seuˋ limˇ liˊ／seuˋ naˇ liˊ），位於台灣高雄市甲仙區東北，里轄18鄰，其中1至8鄰稱為五里埔，9至18鄰稱為小林，曾為人口最多的大武壠族部落之一。2009年因莫拉克颱風導致獻肚山發生重大山崩，沖毀山腳下中9至18鄰部分，使小林部落的社區全部被土石掩埋滅村，後並分別於小林里五里埔與杉林區重建。

## 歷史

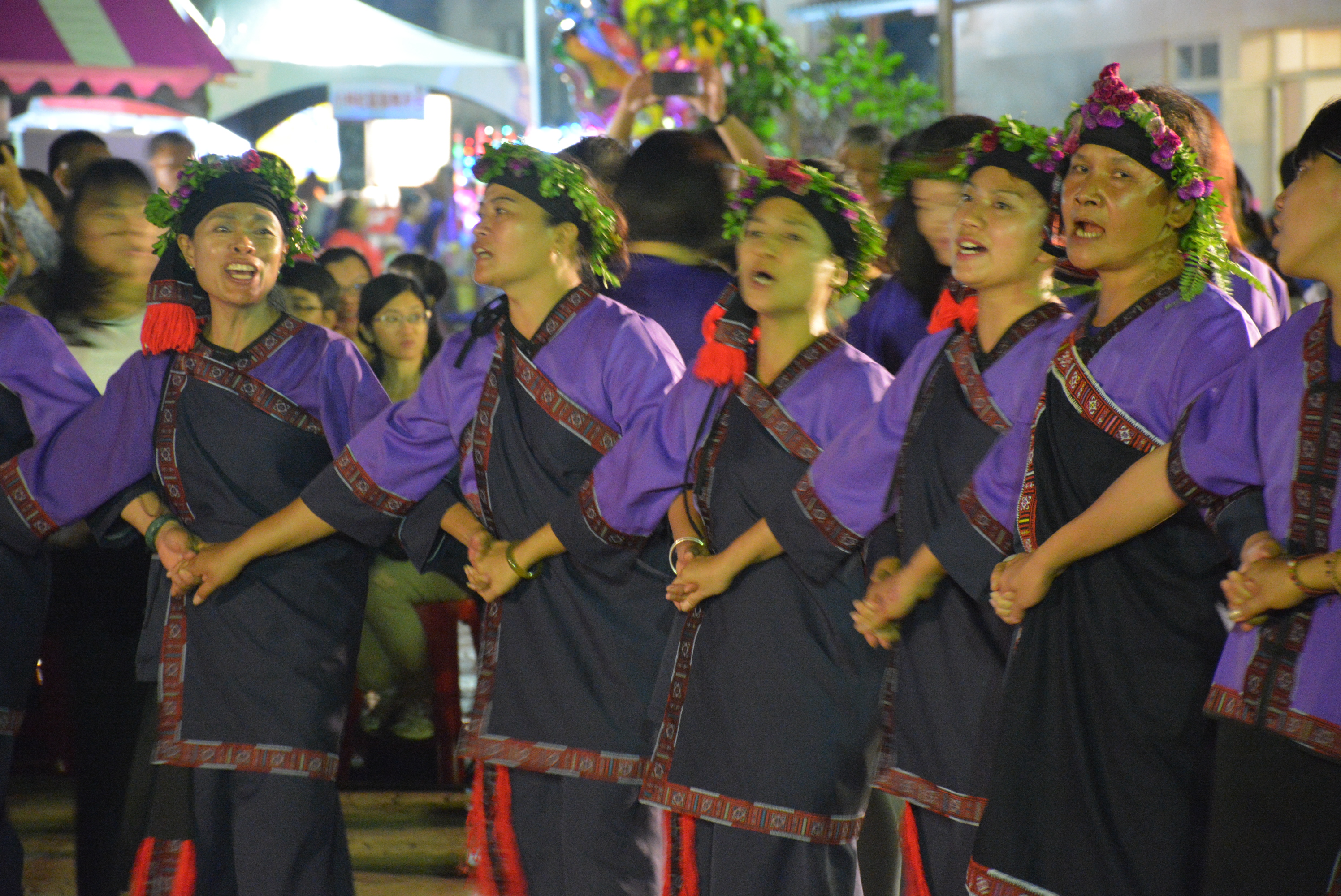
小林村大武壠族夜祭情形

### 名由
小林里於日治時期屬於高雄州旗山郡甲仙庄東阿里關，戰後設小林村，屬高雄縣甲仙鄉。2010年高雄市縣合併而更名小林里至今。
根據耆老口述訪談調查得知「小林」一名的兩種由來:一是當地原本曾經是一個小樹林，故稱之為「小林」；二說日本時代為了開發山林樟腦，當時駐守的警察姓氏為小林，故以「小林」命名。
小林里居民多為自東阿里關來此拓墾之大武壠族，曾是大武壠族人口最多之部落，鄰近卡那卡那富族人可能因此稱小林村為「Ta'olang」，音極近「大武壠」。直至日治時期，採樟人力所需，才先後有新竹、嘉義一帶的客家人與河洛人來此工作、定居，大武壠族人又稱嘉義來的河洛人為 Pakira。

## 地理

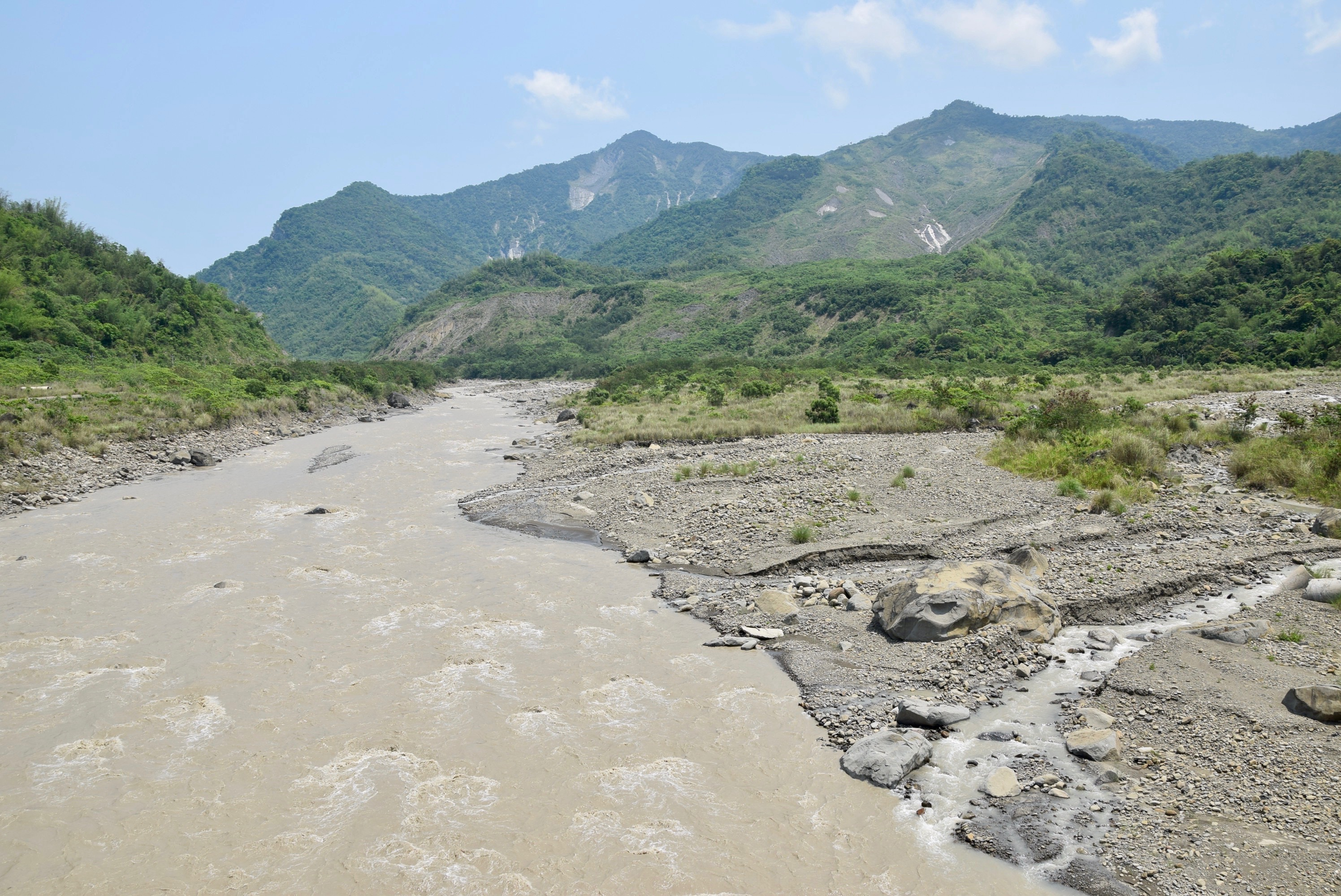
八八風災後的小林村

### 位置
小林里為甲仙區最北邊及面積最大之一里，面積有47.913平方公里，西以阿里山山脈與台南市南化區為界，東以玉山與桃源區為鄰，北接那瑪夏區，南臨關山里，村落聚集楠梓仙溪東岸河岸山腳下，東西兩岸都是高山，海拔最高是在東側的玉山山脈的大竹溪山有1664公尺，西邊最高是阿里山山脈海拔1008公尺，最低是河岸約345公尺，年平均雨量2018.2公公釐，露出的岩層是中新世沉積岩，以關刀山砂岩、背頁岩為主，為土壤肥沃的河流沖積扇地形。戒嚴時期曾與政府激烈抗爭的錫安山新約教會亦位於小林地區西北方的雙連堀山區。

### 交通
小林里交通以台29線（原台21線）起至甲仙，經關山、小林至那瑪夏區南沙魯里，全長25公里，有高雄客運班車行駛。

### 人口與文化
小林里分為小林地區（北）及五里埔地區（南），戶政編制1至8鄰為五里埔地區，9至18鄰為小林地區。莫拉克風災前大部份人口居住於小林聚落，居民務農為主，該處八成為日治時期由台南南化、玉井一帶遷至該處的大武壠族原住民，以及漢族閩南人，也有少部分布農族。
小林部落居民普遍信仰原住民祖靈信仰與漢族民間信仰，除了設有公廨供奉太祖，並於每年農曆九月十五日舉行「太祖夜祭」。2007年甲仙鄉舉辦媽祖遶境活動，4月7日經過小林村，為甲仙埔媽祖遶境祈福地點之一。
五里埔社區並設有全國第一座平埔文化館，由甲仙平埔文史學會管理。

## 2009年八八水災小林部落滅村事件

### 獻肚山走山
2009年8月8日下午15時30分許，莫拉克颱風侵襲台灣，風強雨大，小林部落旁的小竹溪暴漲，水勢竄出公路護欄。村民駕挖掘机試圖清出水路，但黃濁泥流勢不可擋。9日清晨5點，小林村東北側一千多公尺高而且尚未人為開發的獻肚山因不堪豪大雨而走山，帶著大量土石流進入楠梓仙溪，楠梓仙溪河道被土石擋住形成大型堰塞湖。
該年8月9日清晨6點09分，堰塞湖潰堤造成洪水沖毀了附近的九號橋及八號橋。除1至8鄰五里埔地區200餘人平安，兩座橋樑之後的9至18鄰小林地區共有100多戶人家，包括小林國小、小林衛生所、小林派出所等建築，全數遭洪水及土石流覆滅，有491人失蹤，事後被列為死亡人口（台灣媒體稱為「滅村」）。其中駕駛高雄客運甲仙民生線、出身小林村的司機邦榮貴原本已離開小林部落，但為了救更多居民離開小林部落避難，開車折返，26人座小巴士載了30多位小林部落的居民，途中不幸被土石流淹沒，車上人員全數罹難。
依照行政院國科會災後進行的研究，獻肚山從山崩開始發生直到土石掩埋聚落僅費時110秒，而走山土石崩移的速度高達每秒五十公尺，相當於時速一百八十公里，總計崩落的土石量達三千萬公噸，而總崩塌面積約爲251.7公頃。

### 原因及爭議

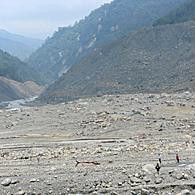
小林聚落遺址

八八水災重創南台灣，造成小林部落被五層樓高的土石掩埋，將近500村民全數遭到活埋而亡（台灣媒體稱為「滅村」），災民紛將矛頭指向水利署於小林村北邊執行曾文水庫越域引水工程，懷疑2004年政府發包不當工程是造成滅村兇手，並要求監察院調查真相。針對災民指控越域引水為滅村元兇，水利署長陳伸賢澄清指出，短時間的大量降雨才是造成大範圍土石流及邊坡坍滑的主因；也聲明該計畫完全依程序完成環評，且小林村距離炸山口十一公里遠，炸山過程中也有嚴謹監測數據，不至影響居民安全。然而也有人指責越域引水工程將會造成曾文水庫水量過多無法消化，要求越域引水工程永久停工。
另外，越域引水的實施是因為「高屏大湖」及「美濃水庫」被否決，這三個方案在環保上都有優缺點。美濃人保護家鄉土地，反對美濃水庫，也不贊成越域引水（同會造成生態失衡），故政府提出高屏大湖計畫，預計開挖700公頃良田，興建大型平面水庫，與毛豆產地大幅重疊，對高雄旗山美濃將造成巨大影響，且將造成美濃地區一期稻作因為缺水而休耕，嚴重剝奪美濃地區農民生存權利，影響美濃地區農民經濟生活，故該計畫經費多次遭到否決；政府最後改推動越域引水計畫。
為了查出小林部落被滅村的原因，經監察院會同專家多次炸山震動測試，排除越域引水工程的可能性；另在調查報告中指出，短時間的超大雨量所引發山崩與堰塞湖才是主因，這可能是全球暖化效應所引起的。因此，這意味著小林部落是全球暖化與極端氣候之下直接受害者。
而後日本的研究認為，小林部落被所謂「深層崩壞」的土石流給掩埋，深層崩壞一般不會發生，除非有超大雨量，深層崩壞一發生就有比淺層土石流大很多的受害區域，而全球暖化增加了超大雨量的機率：這是外界難以預料到的災害，和台灣很相像的日本也曾遭到深層崩壞的襲擊，日本人也提供了初步方案預測可能發生地點。而NHK（日本放送協會）亦針對該災難事件製作了節目深入探討原因。

### 災後發展
2010年7月26日，小行星185636由國立中央大學鹿林天文台發現，命名為小林星，以紀念莫拉克颱風侵襲台灣時因走山而滅村的小林部落亡者。
2014年4月25日，462位罹難者的家屬集體向高雄市政府和甲仙區公所求償5億9,000餘萬元新台幣的國家賠償，歷經3年時間的訴訟審理，法院判決罹難者的家屬敗訴。2016年8月10日二審維持原審見解，判決上訴駁回。2017年6月7日最高法院認定其中15位住土石流潛勢區的居民，與市府未進行強制撤離有關，發回重審，但其餘非潛勢區的123位居民則敗訴定讞。

#### 遷村與重建

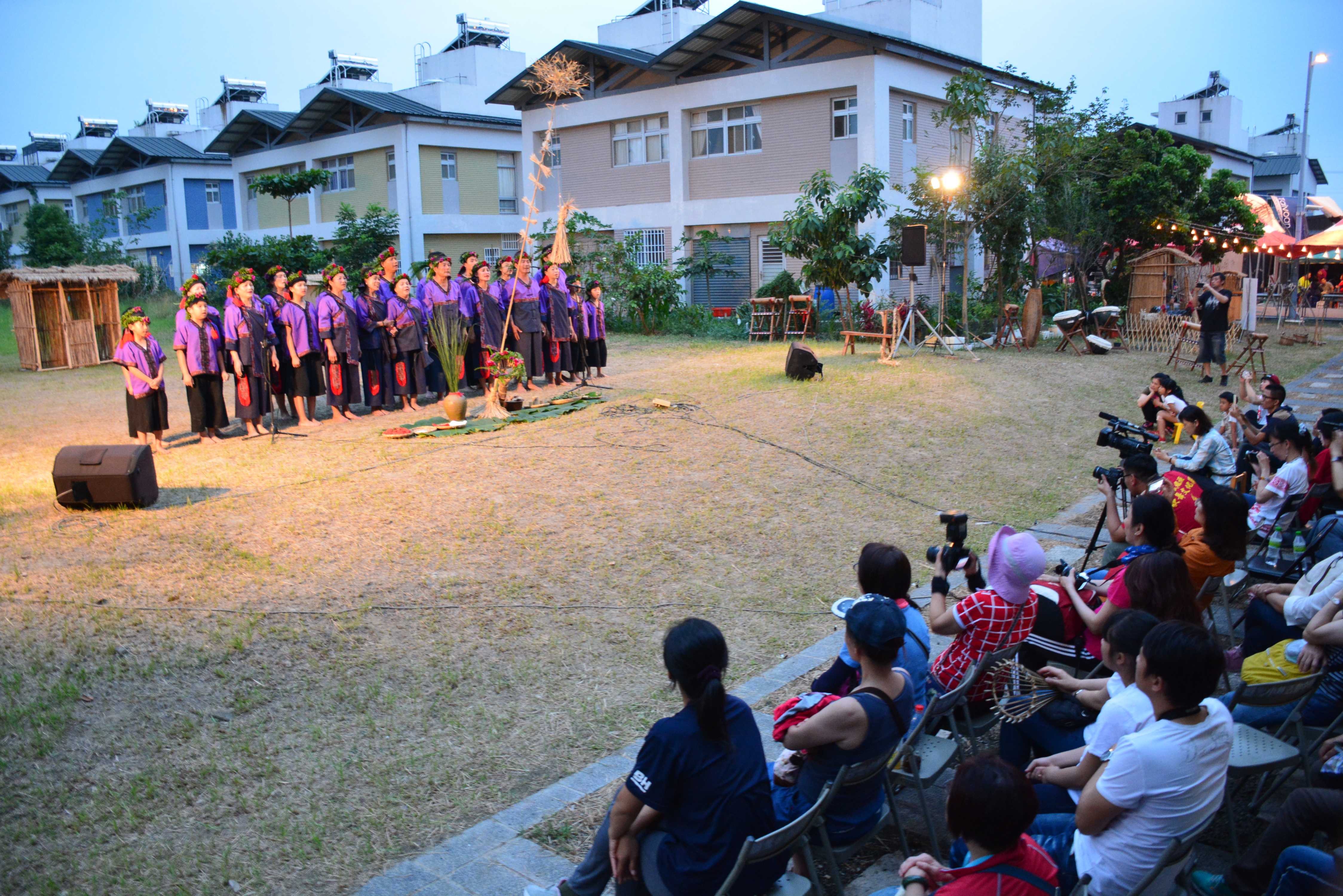
小林村大武壠族人每年春季於日光小林社區舉行之大武壠歌舞文化節

八八水災之後，計畫在小林部落下游方向約1公里的五里埔地區，做為遷村安置村民的地方。遭土石掩埋之原址保持現狀並開闢為紀念公園，稱為「小林村紀念公園」，而紀念公園業於2012年正式完工，並設立小林公祠以慰藉小林社區罹難的親友，在公園裡種了幾百棵樹，每一棵樹都象徵著八八水災前的每一戶人家。
小林部落倖存者和罹難者家屬於災後組成「小林社區災後重建自救會」，進行安置及重建工作。不過，由於倖存者和罹難者家屬因為對於災後重建看法有落差，因此分為三個區域進行重建。目前小林村的居民分成三處居住，其中有90戶首先入住2011年1月15日落成之甲仙區小林里五里埔社區（俗稱「小林一村」），而小林國小、活動中心、平埔文化園區、小林北極殿都於五里埔社區重生，而每年的農曆九月十五日，正是平埔夜祭（小林夜祭）的季節，風災後每年依舊照常舉行。另有120戶選擇杉林區台糖月眉農場由中華民國紅十字會興建的日光小林社區永久屋（俗稱「小林二村」），於2011年1月15日動工，並於2011年12月24日落成入住，社區中設有里民活動中心與兒童的遊樂設施。而有60戶入住杉林區的慈濟「小林小愛社區」（俗稱「小林三村」），於2010年2月11日落成，計畫籌建土地公廟（小林北極殿的分廟），各自展開新生活，目前販賣梅子、麵包、手工香皂、芋餅等食品，並用一部分所得回饋於日本震災捐款，象徵走出傷痛。
| 遷村聚落 | 五里埔小林社區           | 日光小林社區                | 小愛小林社區                 |
| -------- | ------------------------ | --------------------------- | ---------------------------- |
| 俗稱     | 小林一村                 | 小林二村                    | 小林三村                     |
| 地點     | 高雄市甲仙區小林里五里路 | 高雄市杉林區上平里山仙路290號 | 高雄市杉林區月眉里感恩路17號 |
| 用地     | 甲仙區五里埔             | 台糖公司月眉農場            | 慈濟大愛園區月眉基地         |
| 戶數     | 90                       | 120                         | 66                           |
| 開工日期 | 2010年3月16日            | 2011年1月15日               | 2009年11月15日               |
| 落成日期 | 2011年1月15日            | 2011年12月24日              | 2010年2月11日                |
| 認養單位 | 中華民國紅十字會總會     | 中華民國紅十字會總會        | 慈濟基金會                   |

另外，原本在風災中全毀的小林國小，在中央、地方政府和民間認養機構TVBS關懷台灣文教基金會協助下，離小林村原址3公里的五里埔重建，學校基地位於五里埔小林社區，2010年11月5日動工，2012年9月29日新校舍落成。

## 外部連結
- 高雄縣甲仙鄉小林村、那瑪夏鄉及桃源鄉致災原因調查報告摘要
- 小林國小 （页面存档备份，存于）
- 五里埔 - Facebook （页面存档备份，存于）
- 中研院民族所數位典藏，小林村夜祭（1998至2000年） （页面存档备份，存于）
- 甲仙區小林里（繁體中文）
- 看見小林！Mahanru Taivoan! （页面存档备份，存于）
- 南台灣文化知識典藏，小林夜祭（1999至2004年）